# Slánská hora (hradiště)
Slánská hora je zaniklé pravěké hradiště a sídliště na stejnojmenném vrchu ve Slaném v okrese Kladno. Jeho nepatrné pozůstatky jsou od roku 1967 chráněny jako kulturní památka.
Archeologická lokalita na Slánské hoře je známá od první poloviny devatenáctého století, kdy ji zkoumali Matyáš Kalina z Jäthensteinu a Václav Krolmus. Velká část až tři metry mocných kulturních vrstev byla zničena při těžbě kamene v padesátých letech dvacátého století a poslední archeologický výzkum na vrchu proběhl v roce 1964.
Slánská hora je polykulturní lokalitou. Nejstarší pozůstatky osídlení byly nalezeny na severním úpatí a pocházejí ze středního paleolitu. Tvoří je soubor kamenné štípané industrie vyráběné z křemenných valounů. V eneolitu na vrcholu vzniklo palisádou opevněné výšinné sídliště osídlené příslušníky kultury s nálevkovitými poháry a řivnáčské kultury. Ze staršího období kultury s nálevkovitými poháry pochází depot picích nádob nalezených v sídlištní jámě okořského typu.
Vrchol byl znovu osídlen ve starší době bronzové lidem únětické kultury a věteřovské skupiny. Během věteřovského osídlení pravděpodobně vzniklo hradiště opevněné hradbou, která se částečně dochovala v podobě valu. Ze stejné doby pochází nálezy kovoliteckých pecí, zahloubených i sloupových domů a pohřbů dětí v zásobních jámách pod podlahami domů. V souboru kostí zvířat převažovala domácí zvířata nad lovnou zvěří.
Na úbočí kopce, nikoliv však na jeho vrcholu, bylo doloženo osídlení z mladší doby bronzové (knovízská kultura) a pozdější osídlení z doby halštatské. Na jižním svahu se nachází dva čedičové balvany považované někdy za obětní mísu, ale jejich kultovní využití v pravěku není nijak doloženo.